# Crossbow
Crossbow foi uma série de televisão estadunidense exibida entre 1987 e 1989, que contava as aventuras do lendário William Tell, intepretado por Will Lyman. O programa foi produzido por David R. Cappes, Steven North e Richard Schlesinger, e filmado na França. Na Grã-Bretanha, o seriado também ficou conhecido como William Tell.
A história se passa na Europa do século XIV. William Tell e seu filho Matthew são prisioneiros do tirânico Gessler, que como governante da Áustria tenta conter o avanço suíço, mas é impedido pela força e habilidade de seu antigo prisioneiro.
No Brasil a série foi transmitida pela Rede Manchete, com dublagem da Álamo

## Elenco
- David Barry Gray como Matthew Tell
- Nick Brimble como Horst
- Hans Meyer como Tyroll
- John Otway como Conrad
- Bernard Spiegel como Weevil
- Bertie Cortez como Ambrose
- Dana Barron como Eleanor
- Jeremy Clyde como Hermann Gessler
- Sarah Michelle Gellar como cessie